# Parco nazionale di Ankarafantsika
Il Parco nazionale di Ankarafantsika è un'area naturale protetta del Madagascar situato nella regione di Boeny, nella provincia di Mahajanga.
Il parco è di recente istituzione e conserva molte specie vegetali e animali endemiche.

## Territorio
L'area del parco, che sorge circa 450 km a nord-ovest di Antananarivo, è costituita da un massiccio calcareo, di circa 300 m di altitudine, che sorge al centro di una pianura collocata a 60–90 m s.l.m, con ampie zone sabbiose. Il fiume Mahajamba segna il confine nord-orientale del parco. Numerosi i corsi d'acqua e i laghi, tra i quali il lago Ravelobe.
Il parco ricade nel territorio della etnia Sakalava.

## Flora
Oltre il 70% della superficie del parco è coperta dalla foresta decidua secca.

Tra le specie presenti vi sono essenze pregiate come il palissandro (Dalbergia spp.), e maestosi baobab del Madagascar (Adansonia madagascariensis), endemici di quest'area.
Sono presenti anche zone in cui prosperano la palma rafia (Raphia farinifera) e diverse specie di Pandanus, e aree sabbiose colonizzate da Pachypodium rosulatum e altra vegetazione xerofila.
Altre specie presenti:
- Baudouinia fluggeiformis - Mpanjakaben'ny tany, albero sacro[1]
- Cedrelopsis grevei - Katrafay, pianta medicinale
- Euphorbia perrieri
- Hura crepitans
- Hymenodictyon occidentale - Lohavato
- Poupartia silvatica - Sakoanala
- Vanilla madagascariensis

## Fauna

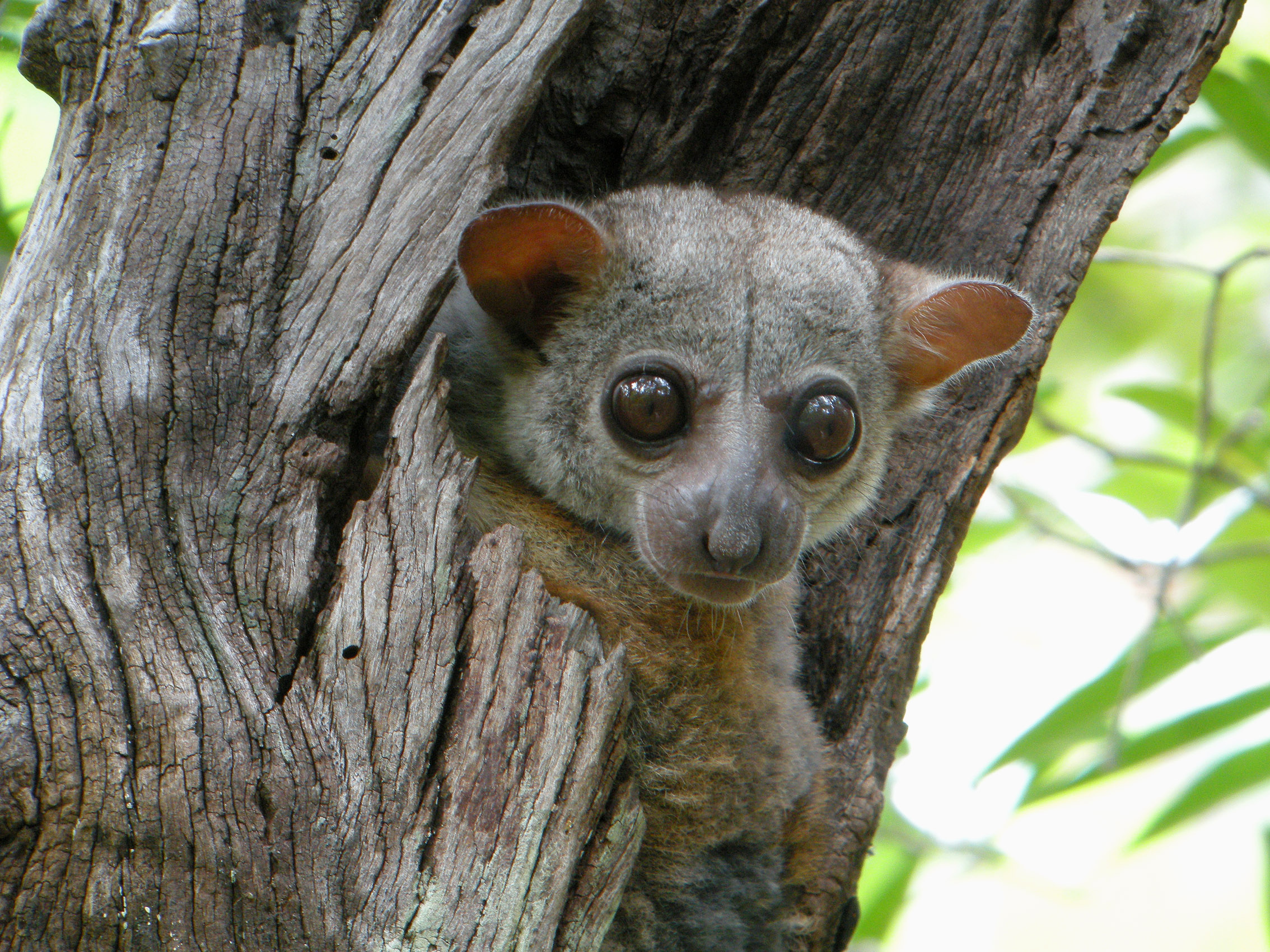
Lepilemure di Milne-Edwards
Lepilemur edwardsi

Nel parco sono presenti 8 specie di lemuri tra cui il maki mongoz (Eulemur mongoz), il chirogaleo medio (Cheirogaleus medius), il sifaka di Coquerel (Propithecus coquereli), il lepilemure di Milne-Edwards (Lepilemur edwardsi), il licanoto occidentale (Avahi occidentalis), il microcebo di Ravelobe (Microcebus ravelobensis) e il microcebo murino (Microcebus murinus).

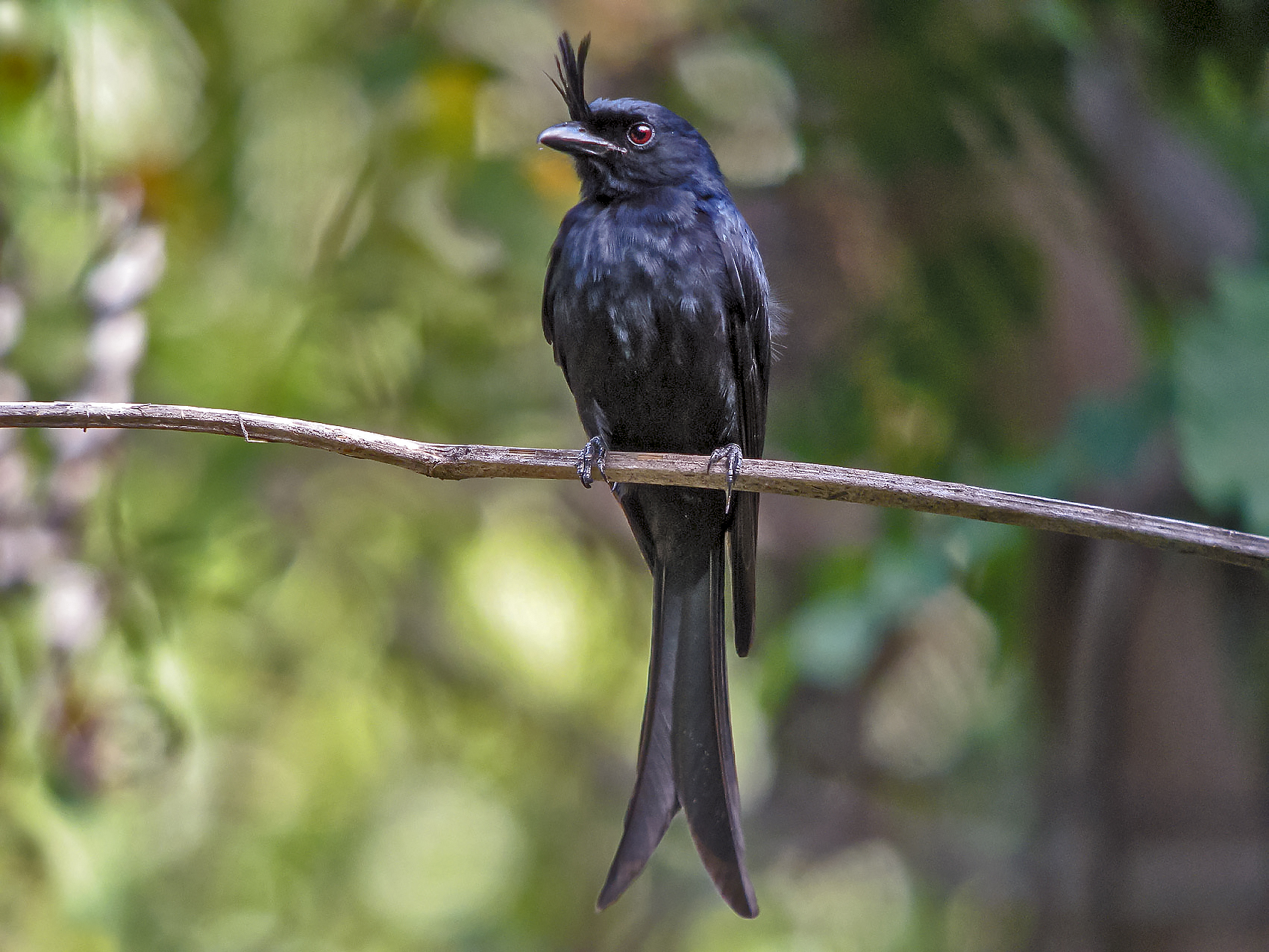
Drongo crestato
Dicrurus forficatus

Il parco ospita una ricca avifauna (115 differenti specie, di cui 41 endemismi) tra cui meritano una citazione l'aquila pescatrice (Haliaeetus vociferoides), con cinque coppie censite, la mesena dal petto bianco (Mesitornis variegata), con una numerosa colonia, il vanga di Van Dam (Xenopirostris damii), il cua di Coquerel (Coua coquereli), il cua dalla corona rossiccia (Coua ruficeps), l'ibis crestato (Lophotibis cristata), il piccione verde del Madagascar (Treron australis) e il drongo crestato (Dicrurus forficatus). Presso le numerose zone umide del parco è possibile inoltre osservare diverse specie di aironi (Ardea humbloti, Ardeola idae) nonché l'asite di Schlegel  (Philepitta schlegeli).
Tra i rettili merita una segnalazione la presenza di numerosi coccodrilli del Nilo, assai voraci. Numerosi gli endemismi presenti tra cui il serpente Acrantophis madagascariensis, il geco Phelsuma borai. e il camaleonte Brookesia decaryi, il cui areale è ristretto alla regione del parco. Il parco protegge inoltre tre specie di tartarughe minacciate: la tartaruga dalla coda piatta (Pyxis planicauda), la rarissima testuggine dal vomere (Astrochelys yniphora) e l'endemica Erymnochelys madagascariensis.
Tra gli anfibi merita infine un cenno la rana endemica Heterixalus luteostriatus.